# Stade Giuseppe-Sinigaglia
Le Stadio Giuseppe Sinigaglia est un stade de football situé à Côme en Italie. C'est l'enceinte du club du Côme 1907.
Le stade construit dès 1925 sur ordre de Benito Mussolini est inauguré en 1927. Il porte le nom du rameur et héros de guerre Giuseppe Sinigaglia, natif de la ville de Côme.
Le stade connaît une rénovation en 1990.
La phase finale des NextGen Series 2012-2013 se déroule dans cette enceinte.

## Histoire
La construction du Stadio Giuseppe Sinigaglia débute en 1926, sur la base d'un projet de l'architecte Giovanni Greppi, il a été inauguré le 30 juillet 1927.
En 1936, le bâtiment a été agrandi avec de nouvelles constructions (piscine, salle de sport et quelques bureaux) grâce à un projet de l'architecte Gianni Mantero qui a construit de nouveaux espaces, en abattant la façade du Greppi.
À la fin des années 40, les ingénieurs Enrico Ballerini et Luciano Trolli ont construit des gradins.
Entre les années 1980 et 1990, le virage Ouest a été élargi et la tribune centrale a été restaurée.